# Distretto di Afşin
Il distretto di Afşin (in turco Afşin ilçesi) è uno dei distretti della provincia di Kahramanmaraş, in Turchia.
| Controllo di autorità | VIAF (EN) 136260279 · LCCN (EN) n2006204896 |